# Epidendrum mancum
Epidendrum mancum är en orkidéart som beskrevs av John Lindley. Epidendrum mancum ingår i släktet Epidendrum och familjen orkidéer. Inga underarter finns listade i Catalogue of Life.